# Слёнин, Иван Васильевич
Ива́н Васи́льевич Слёнин (1789 — 14 [26] февраля 1836, Санкт-Петербург) — известный русский издатель и книгопродавец. Выпустил в свет второе издание «Истории государства российского» Н. Карамзина, собрание басен И. А. Крылова. Был издателем альманахов «Полярная звезда» на 1823—1824 годы и «Северные цветы» на 1825—1826 годы.

## Биография

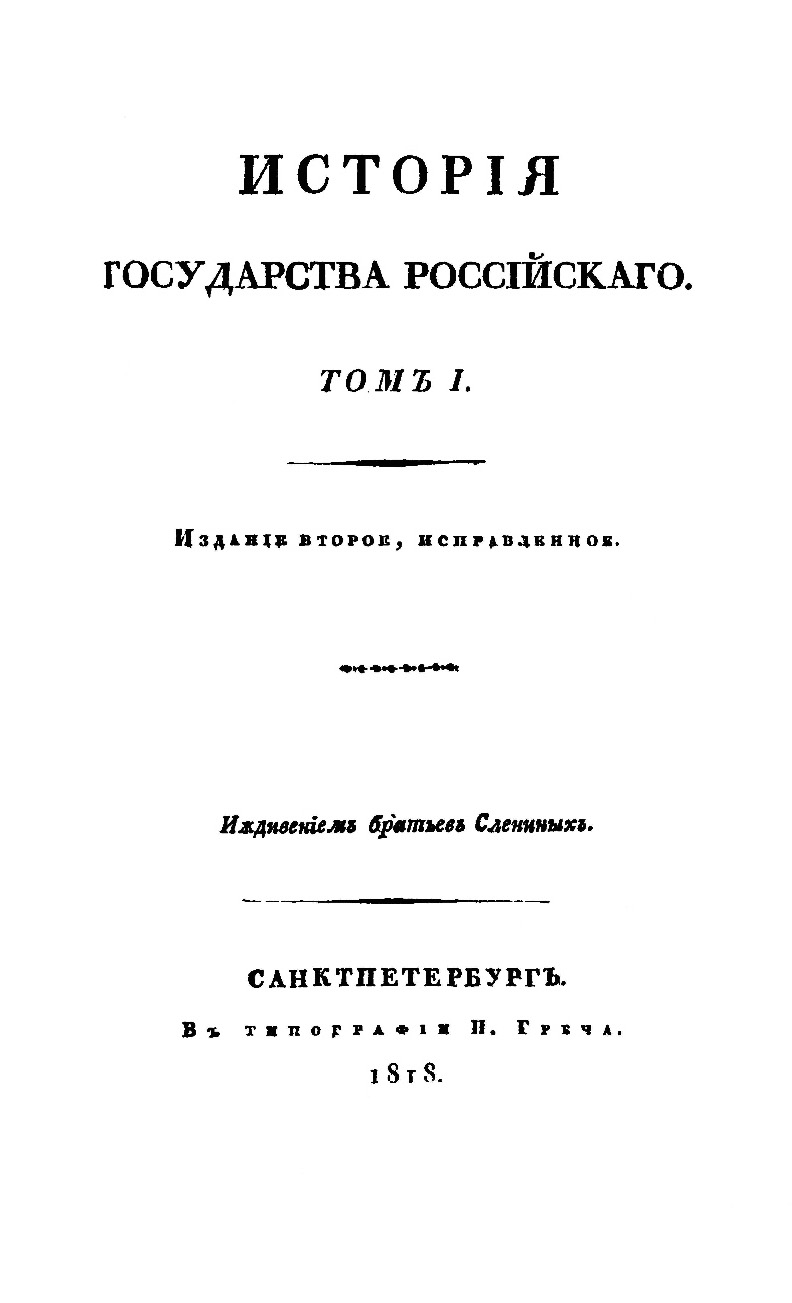
Иждивением братьев Слёниных.
Н. Карамзин. «История государства российского». Титульный лист второго издания.

Я не люблю альбомов модных:

Их ослепительная смесь

Аспазий наших благородных

Провозглашает только спесь.

Альбом красавицы уездной,

Альбом домашний и простой,

Милей болтливостью любезной

И безыскусной пестротой.

Ни здесь, ни там, скажу я смело,

Являться впрочем не хочу;

Но твой альбом другое дело,

Охотно дань ему плачу.

Тобой питомцам Аполлона

Не из тщеславья он открыт:

Цариц ты любишь Геликона

И ими сам не позабыт;

Вхожу в него прямым поэтом,

Как в дружеский, приятный дом,

Почтив хозяина приветом

И лар молитвенным стихом.
А. С. Пушкин,
«Северные цветы» на 1829 год
Родился в 1789 году в семье в семье богатого купца-виноторговца. С детства проявлял интерес к языкам и литературе, поэтому не продолжил дело отца, а решил заниматься книготорговлей. В 1813 году вместе с братом Яковом Слёниным открыл книжную лавку в Санкт-Петербурге в Большом Гостином дворе. С 1817 года начал вести самостоятельную торговлю. С 1823 по 1829 год его книжный магазин находился на первом этаже дома Энгельгардта (он же дом Кусовникова, Невский проспект, 30), а с 1829 года переехал в дом номер 27.
После выхода в свет в феврале 1818 года первых восьми томов «Истории государства российского» Н. Карамзина вместе с братом за 7500 рублей приобрел права на их второе издание, которое выпустил в 1818—1819 годах, а в 1821 году и последующий, девятый том. Важными изданиями Слёнина также являются семитомное собрание басен И. А. Крылова, сочинения профессора И. К. Кайданова, некоторые сочинения В. Н. Берха. В 1822—1823 годах Слёнин стал издателем первых двух книжек альманаха «Полярная звезда» А. А. Бестужева-Марлинского и К. Ф. Рылеева (на 1823 и 1824 годы). После того, как Рылеев и Бестужев решили издавать следующий выпуск альманаха самостоятельно, Иван Слёнин предложил А. А. Дельвигу стать редактором и составителем конкурирующего издания — так появился один из самых долговечных литературных альманахов «альманачной эпохи» «Северные цветы». Слёнин выступил издателем двух первых книжек (на 1825 и на 1826 годы).
Магазин Слёнина был местом частых встреч литераторов, сюда постоянно заходили А. Ф. Воейков, Е. Ф. Розен, А. С. Пушкин, В. К. Кюхельбекер, К. Ф. Рылеев, А. А. Дельвиг, А. Е. Измайлов, Ф. В. Булгарин, Ф. Н. Глинка, В. Н. Берх, граф Хвостов, Н. И. Гнедич, И. А. Крылов и многие другие. Магазин стал своеобразным литературным салоном.
Слёнин поддерживал дружеские и деловые отношения с А. Пушкиным. В его магазине продавались многие сочинения поэта — «Руслан и Людмила», «Кавказский пленник», «Бахчисарайский фонтан», сборники стихотворений. Записанное в альбом Слёнина стихотворение Пушкин позже опубликовал в альманахе «Северные цветы» на 1829 год. Источником вдохновения для стихотворения Пушкина «Мадонна» (1830), обращенного к Наталье Гончаровой, была продававшаяся в лавке Слёнина старинная копия «Бриджуотерской мадонны» Рафаэля.
Слёнин был активным членом «Вольного общества учреждения училищ по методе взаимного обучения», опекавшегося «Союзом Благоденствия». В его магазине можно было приобрести произведения будущих декабристов: «Думы» К. Ф. Рылеева, книги Ф. Н. Глинки, политэкономический трактат Н. И. Тургенева «Опыт теории налогов». С 1828 года Иван Васильевич безвозмездно был комиссионером редакции «Русского инвалида».
Современники рассказывали анекдоты про сотрудничество Слёнина с небезызвестным графом Хвостовым. Утверждали, что на литературных амбициях графа Слёнин наживался трижды: во-первых, как издатель его произведений, получая от Хвостова существенно больше, чем издерживался на издании; во-вторых, скупая в книжных магазинах за счёт автора все не распроданные экземпляры, и получая оплату за этот труд; и, в третий раз, когда продавал выкупленные книги малярных дел мастерам на оклейку стен обоями.
Впрочем, издатель и сам был не чужд сочинительства и писал эпиграммы на своих современников-литераторов, которые иногда публиковались в литературных журналах и сборниках.

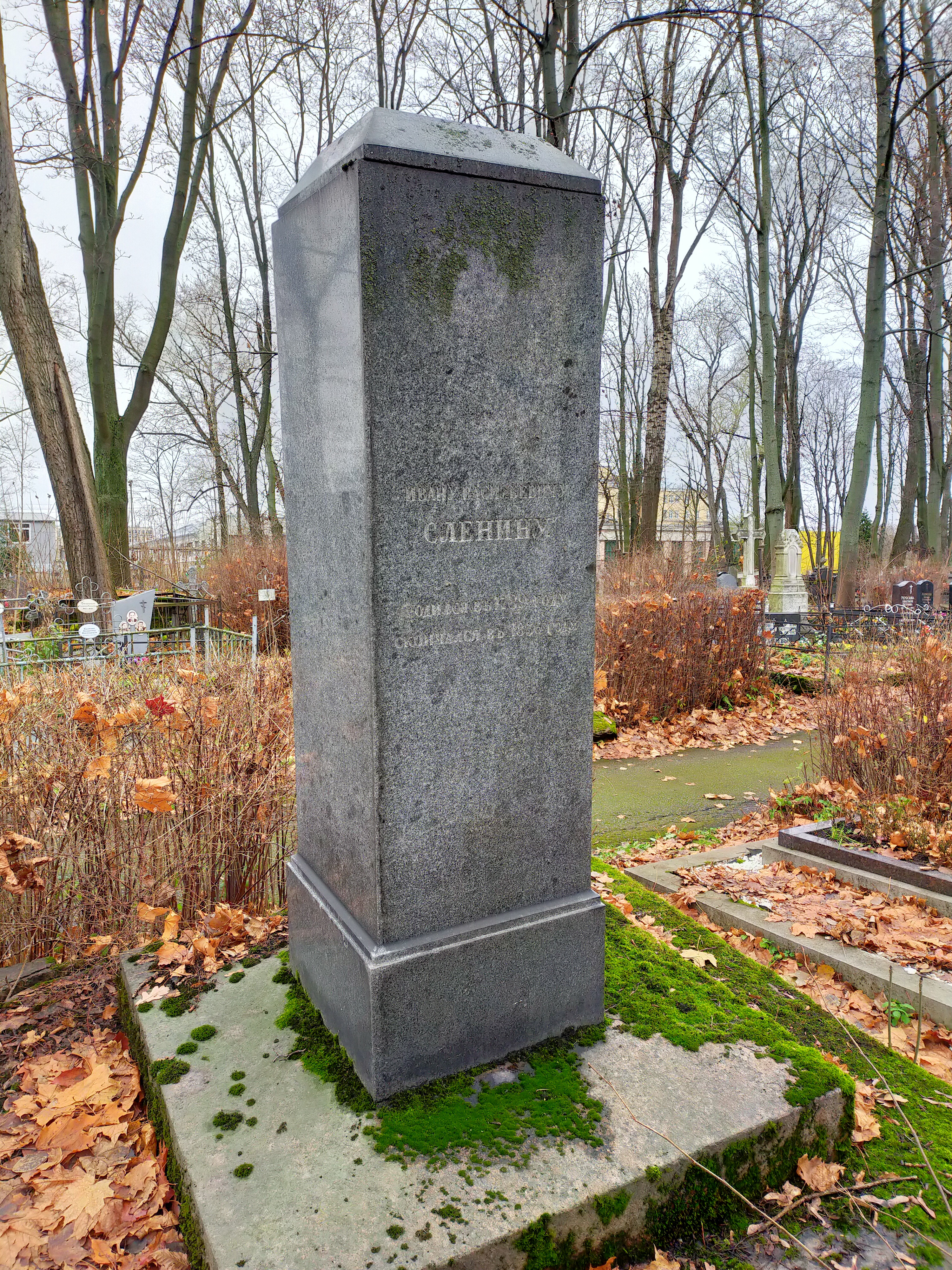
Надгробие И. В. Слёнина, Волковское православное кладбище

Умер 14 (26) февраля 1836 года и похоронен на Волковском православном кладбище; на могиле был установлен мраморный бюст с надписью «Добродетельному — благодарный».